# ناوچه جوشن
قایق موشک‌انداز (توپ‌دار) جوشن از رده قایق‌های موشک‌انداز کلاس کمان (Combattante II type) که در عملیات مروارید شرکت کرد. 
این قایق در سال ۱۹۸۸ در خلیج فارس توسط نیروی دریایی ایالات متحده غرق شد. در سال ۲۰۰۶ قایق مشابهی در ایران ساخته و با همین نام به آب انداخته شد.